# Casa Vinyes
Casa Vinyes fou una obra de Cerdanyola del Vallès que es trobava al carrer Núria cantonada Circulació Baixa. Es tractava d'un xalet que a l'any 1929 Rafael Masó i Valentí va fer-ne el projecte. Tanmateix es va construir en els anys 1930 i 1931 i aquesta darrera data és la que apareix al rellotge de sol. Encara es conserva.